# Den 16 juni 1969, kl 23.15
Den 16 juni 1969 är berättelsen om hur Nilsson växer som person och lär sig tänka på andra än bara sig själv.

## Bakgrund
Novellen skrevs av Ulf Nilsson 1998 och ingår i samlingsverket Första novellboken. Novellen finns att läsa i sin helhet i Första novellboken.

## Karaktär
Huvudpersonen är Nilsson och han är 20 år. Vi lär känna honom som en snäll och fumlig drummel.

## Handling
Novellen handlar om hur Nilsson inser något som är större än han själv.
Novellen börjar med att Nilsson berättar om sin uppväxt innan han “blev stor”. Han berättar även om att han har fysiskt vuxit mycket genom åren, men efter den 16 juni 1969 kl 23.15 växte den psykiska delen ikapp. Nilsson sommarjobbar sent på en svavelfabrik i Helsingborg. Han stämplade in sig för nattskiftet och fick ett uppdrag vid en caterpillar. Hans uppdrag för kvällen var att lasta järnsulfat. Han bestämde sig för att gå ur lastaren och sätta sig vid kajkanten för att tänka.